# Pueblo Nuevo (Santa Ana)
Pour les articles homonymes, voir Pueblo Nuevo.
Pueblo Nuevo est l'une des deux divisions territoriales et statistiques dont l'unique paroisse civile de la municipalité de Santa Ana dans l'État d'Anzoátegui au Venezuela. Sa capitale est Pueblo Nuevo.

## Géographie

### Démographie
Hormis sa capitale Pueblo Nuevo, la paroisse civile possède plusieurs localités, dont :
- Pueblo Nuevo